# Развој светског рекорда у троскоку у дворани за мушкарце
Први светски рекорд у троскоку у дворани за мушкарце признат је од Светска Атлетика (Wolrd Athletics), 1888. године. Закључно са 31. мартом 2025. ИААФ је ратификовала троскок од 18.07 метара Уга Фабриса Занга као актуелни светски рекорд за мушкарце у дворани. Резултати у доњој табели су исказани у метрима.

## Рекорди у троскоку
| Време  | Атлетичар         | Држава           | Место                      | Датум              | Бр. | Трајање                       |
| ------ | ----------------- | ---------------- | -------------------------- | ------------------ | --- | ----------------------------- |
| 13.13  | Г. Р. Робертсон   | Сједињене Државе | Њујорк, САД                | 21. новембар 1888. | 1   | 1 година, 4 месеца и 22 дана  |
| 13.41  | Едвард Блос       | Сједињене Државе | Бостон, САД                | 12. април 1890.    | 1   | 0 дана                        |
| 13.66  | Џејмс Коноли      | Сједињене Државе | Бостон, САД                | 12. април 1890.    | 1   | 1 година, 9 месеци и 11 дана  |
| 13.83  | Јуџин Гоф         | Сједињене Државе | Њујорк, САД                | 23. јануар 1892.   | 1   | 15 година и 10 дана           |
| 13.87  | Џон О'Конел       | Сједињене Државе | Њујорк, САД                | 2. фебруар 1907.   | 1   | 0 дана                        |
| 13.94  | Флојд Рисли       | Сједињене Државе | Њујорк, САД                | 2. фебруар 1907.   | 1   | 2 године, 8 месеци и 2 дана   |
| 14.15  | Плат Адамс        | Сједињене Државе | Њујорк, САД                | 4. октобар 1909.   | 1   | 0 дана                        |
| 14.63  | Ден Ахерн         | Велика Британија | Њујорк, САД                | 4. октобар 1909.   | 1   | 27 дана                       |
| 14.70  | Ден Ахерн         | Велика Британија | Њујорк, САД                | 4. октобар 1909.   | 2   | 1 година, 3 месеца и 4 дана   |
| 15.11  | Ден Ахерн         | Велика Британија | Њујорк, САД                | 2. фебруар 1911.   | 3   | 40 година, 1 месец и 15 дана  |
| 15.28≠ | Леонид Шчербаков  | Совјетски Савез  | Лењинград, Совјетски Савез | 19. март 1951.     | 1   | 1 година, 11 месеци и 25 дана |
| 15.52≠ | Леонид Шчербаков  | Совјетски Савез  | Лењинград, Совјетски Савез | 16. март 1953.     | 2   | 4 године, 10 месеци и 19 дана |
| 15.66≠ | Јевгениј Чен      | Совјетски Савез  | Лењинград, Совјетски Савез | 4. фебруар 1958.   | 1   | 11 месеци и 30 дана           |
| 15.80≠ | Олег Федосејев    | Совјетски Савез  | Лењинград, Совјетски Савез | 3. фебруар 1959.   | 1   | 1 месец и 19 дана             |
| 15.83≠ | Олег Федосејев    | Совјетски Савез  | Москва, Совјетски Савез    | 22. март 1959.     | 2   | 0 дана                        |
| 15.98≠ | Олег Федосејев    | Совјетски Савез  | Москва, Совјетски Савез    | 22. март 1959.     | 3   | 2 године, 10 месеци и 13 дана |
| 16.15≠ | Олег Федосејев    | Совјетски Савез  | Лењинград, Совјетски Савез | 4. фебруар 1962.   | 4   | 1 месец и 19 дана             |
| 16.30≠ | Олег Федосејев    | Совјетски Савез  | Лењинград, Совјетски Савез | 23. март 1962.     | 5   | 3 године, 9 месеци и 30 дана  |
| 16.37  | Арт Вокер         | Сједињене Државе | Лос Анђелес, САД           | 22. јануар 1966.   | 1   | 1 месец и 11 дана             |
| 16.46A | Арт Вокер         | Сједињене Државе | Албукерки, САД             | 5. март 1966.      | 2   | 0 дана                        |
| 16.70A | Арт Вокер         | Сједињене Државе | Албукерки, САД             | 5. март 1966.      | 3   | 1 година, 11 месеци и 26 дана |
| 16.77  | Микел Зауер       | Западна Немачка  | Штутгарт, Западна Немачка  | 2. март 1968.      | 1   | 11 месеци и 25 дана           |
| 16.86  | Николај Дудкин    | Совјетски Савез  | Москва, Совјетски Савез    | 27. фебруар 1969.  | 1   | 1 година и 16 дана            |
| 16.95  | Виктор Сањејев    | Совјетски Савез  | Беч, Аустрија              | 15. март 1970.     | 1   | 1 година, 11 месеци и 25 дана |
| 16.97  | Виктор Сањејев    | Совјетски Савез  | Гренобл, Француска         | 11. март 1972.     | 2   | 1 година, 11 месеци и 26 дана |
| 17.03  | Михал Јоахимовски | Пољска           | Гетеборг, Шведска          | 9. март 1974.      | 1   | 1 година, 10 месеци и 24 дана |
| 17.10  | Виктор Сањејев    | Совјетски Савез  | Москва, Совјетски Савез    | 2. фебруар 1976.   | 3   | 0 дана                        |
| 17.16  | Виктор Сањејев    | Совјетски Савез  | Москва, Совјетски Савез    | 2. фебруар 1976.   | 4   | 3 године и 9 дана             |
| 17.18  | Генадиј Ваљукевич | Совјетски Савез  | Минск, Совјетски Савез     | 11. фебруар 1979.  | 1   | 1 дан                         |
| 17.29  | Генадиј Ваљукевич | Совјетски Савез  | Минск, Совјетски Савез     | 12. фебруар 1979.  | 2   | 2 године и 10 дана            |
| 17.30  | Шамиљ Абрасов     | Совјетски Савез  | Гренобл, Француска         | 21. фебруар 1981.  | 1   | 20 дана                       |
| 17.31  | Кит Конор         | Велика Британија | Детроит, САД               | 13. март 1981.     | 1   | 11 месеци и 6 дана            |
| 17.41  | Вили Бенкс        | Сједињене Државе | Детроит, САД               | 19. фебруар 1982.  | 1   | 3 године, 10 месеци и 29 дана |
| 17.50  | Чарлс Симпкинс    | Сједињене Државе | Лос Анђелес, САД           | 17. јануар 1986.   | 1   | 1 месец и 6 дана              |
| 17.54  | Марис Бружикс     | Совјетски Савез  | Мадрид, Шпанија            | 23. фебруар 1986.  | 1   | 10 месеци и 23 дана           |
| 17.67  | Олег Проценко     | Совјетски Савез  | Осака, Јапан               | 15. јануар 1987.   | 1   | 1 месец и 12 дана             |
| 17.76  | Мајк Конли        | Сједињене Државе | Њујорк, САД                | 27. фебруар 1987.  | 1   | 6 година, 11 месеци и 10 дана |
| 17.77  | Леонид Волошин    | Русија           | Гренобл, Француска         | 6. фебруар 1994.   | 1   | 3 године и 23 дана            |
| 17.83  | Алиесер Урутија   | Куба             | Зинделфинген, Немачка      | 1. март 1997.      | 1   | 13 година и 13 дана           |
| 17.83  | Кристијан Олсон   | Шведска          | Будимпешта, Мађарска       | 7. март 1997.      | 1   | 13 година и 13 дана           |
| 17.90  | Теди Тамго        | Француска        | Доха, Катар                | 14. март 2010.     | 1   | 11 месеци и 6 дана            |
| 17.91  | Теди Тамго        | Француска        | Обијер, Француска          | 20. фебруар 2011.  | 2   | 14 дана                       |
| 17.92  | Теди Тамго        | Француска        | Париз, Француска           | 6. март 2011.      | 3   | 9 година, 10 месеци и 10 дана |
| 18.07  | Уг Фабрис Занго   | Буркина Фасо     | Обијер, Француска          | 16. јануар 2021.   | 1   | 4 године и 134 дана           |